# Sabiniano (emperador)
Marco Asinio Sabiniano (en latín, Marcus Asinius Sabinianus, fl. siglo III) fue el líder de una rebelión contra Gordiano III en África. Se proclamó a sí mismo emperador, pero después de ser derrotado por el gobernador de Mauritania en el año 240, sus partidarios en Cartago lo entregaron a las autoridades imperiales.